# حفر الأقنة
حفر الأقنة أو التأقين (بالإنجليزية: Craterization)‏ هوَ إجراء طبي قديم، حيثُ كان الأطباء يعملون على حَفر ثقوب في رؤوس الناس بهدف إزالة الأجسام أو الكُتل الغريبة (مثل الأورم).